# Pont Seibert
Pour les articles homonymes, voir Seibert.
Le pont Seibert est le pont qui relie l'île Seguin à Meudon sur la rive gauche de la Seine.

## Historique
L'ancien pont a été construit par l'entreprise allemande Seibert en 1931. Il est mis hors-service en 1992 à la suite de la fermeture de l'usine Renault puis rouvert à la circulation des piétons et cyclistes en mai 2011 à la faveur des aménagements urbains de l'île Seguin. Il est finalement fermé à nouveau à la circulation en 2017 puis démonté en 2019 car sa structure est jugée en trop mauvais état.
Un nouveau pont est construit à sa place afin d'accueillir la ligne de bus à haut niveau de services qui va relier la station Brimborion du tramway T2, à Meudon, à la place Marcel-Sembat à Boulogne-Billancourt. Sa mise en place a eu lieu en novembre 2021, pour une mise en service au deuxième semestre 2022.

## Description de l'ancien pont
C'était un pont en poutre-treillis. Il se prolongeait par le pont Daydé, qui rejoint la rive droite de la Seine.

## Galerie

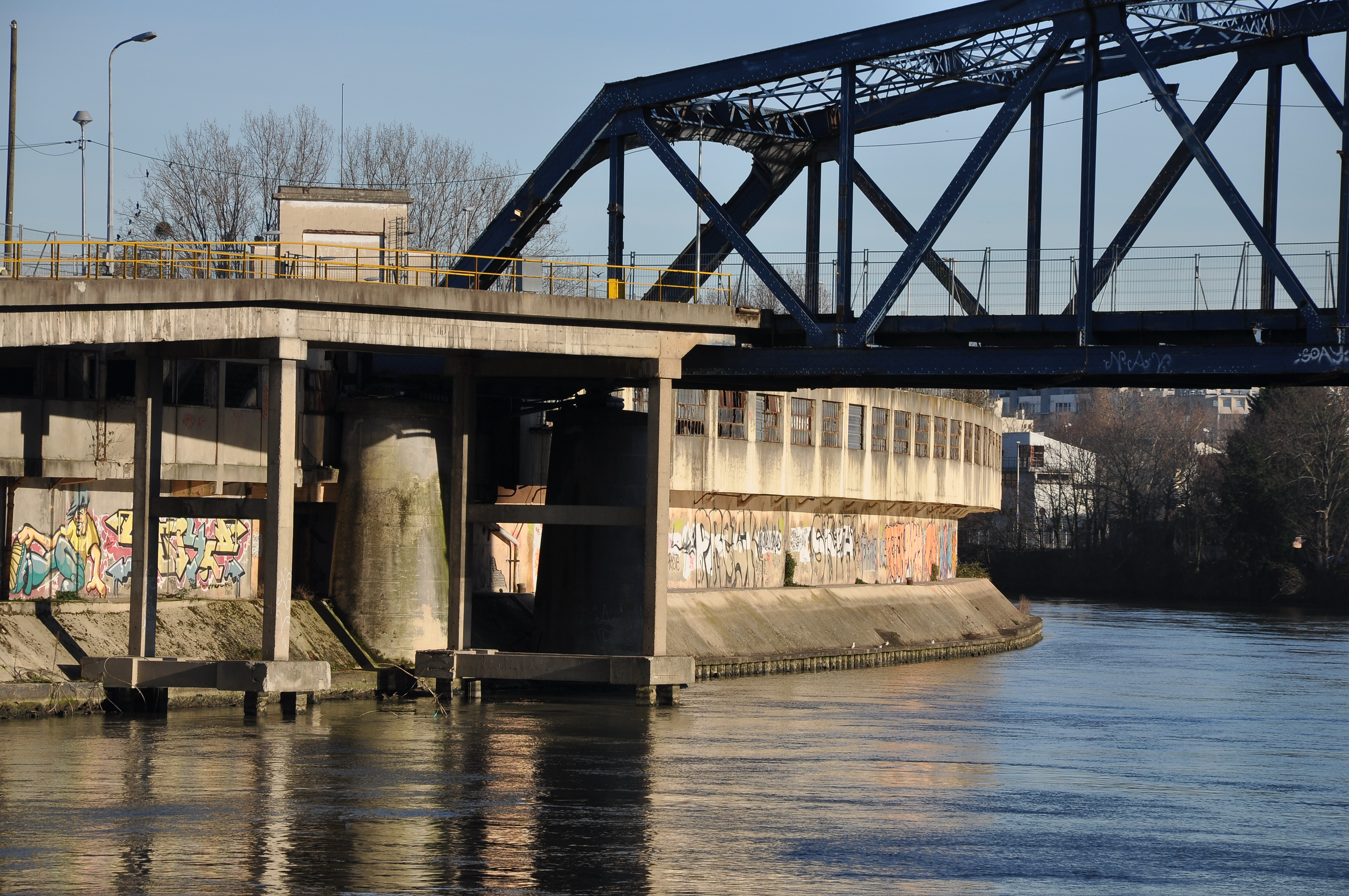
Fragment du pont du côté de l'île Seguin.
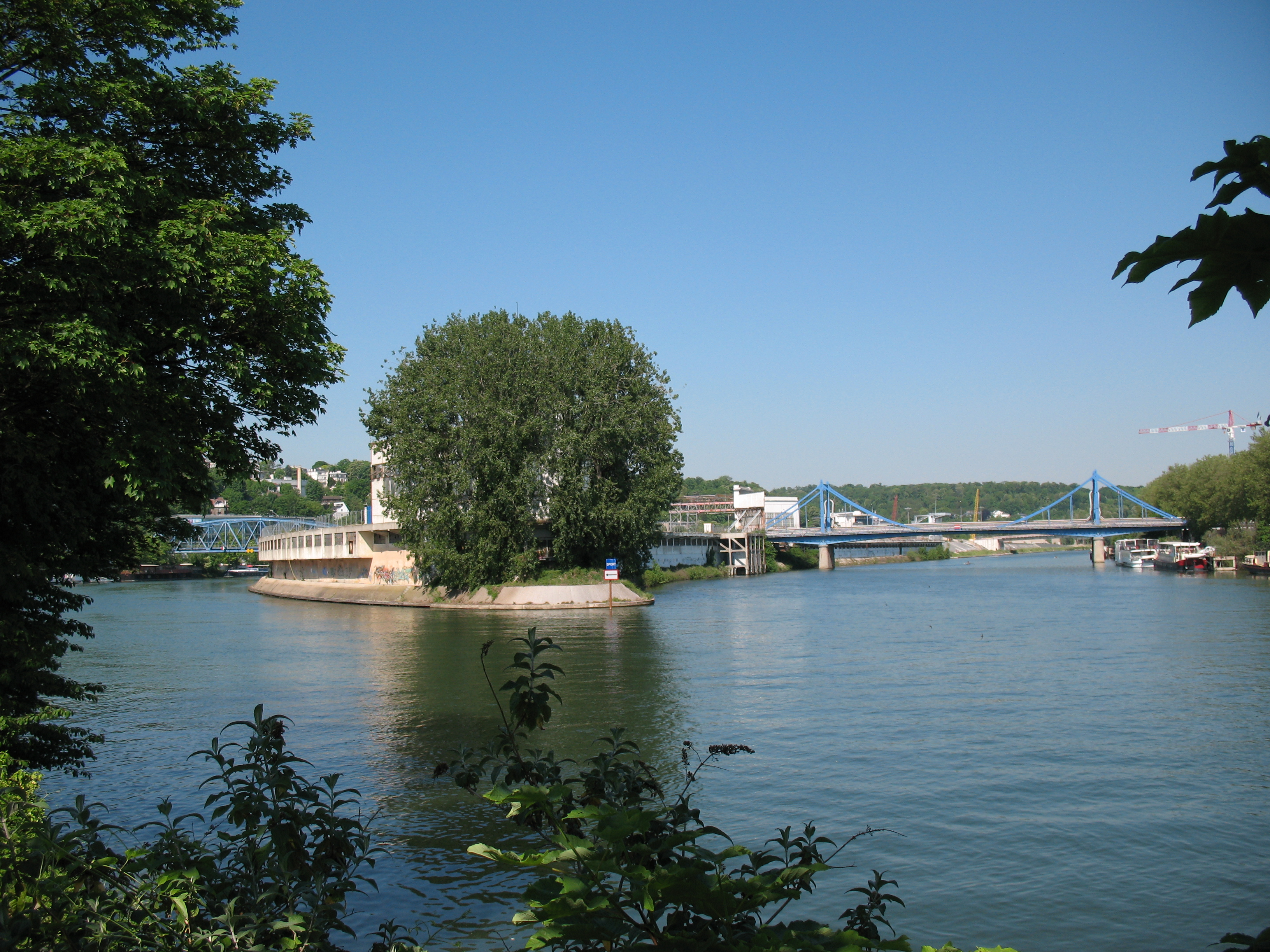
Ponts Daydé et Seibert de deux côtés de l'île Seguin.
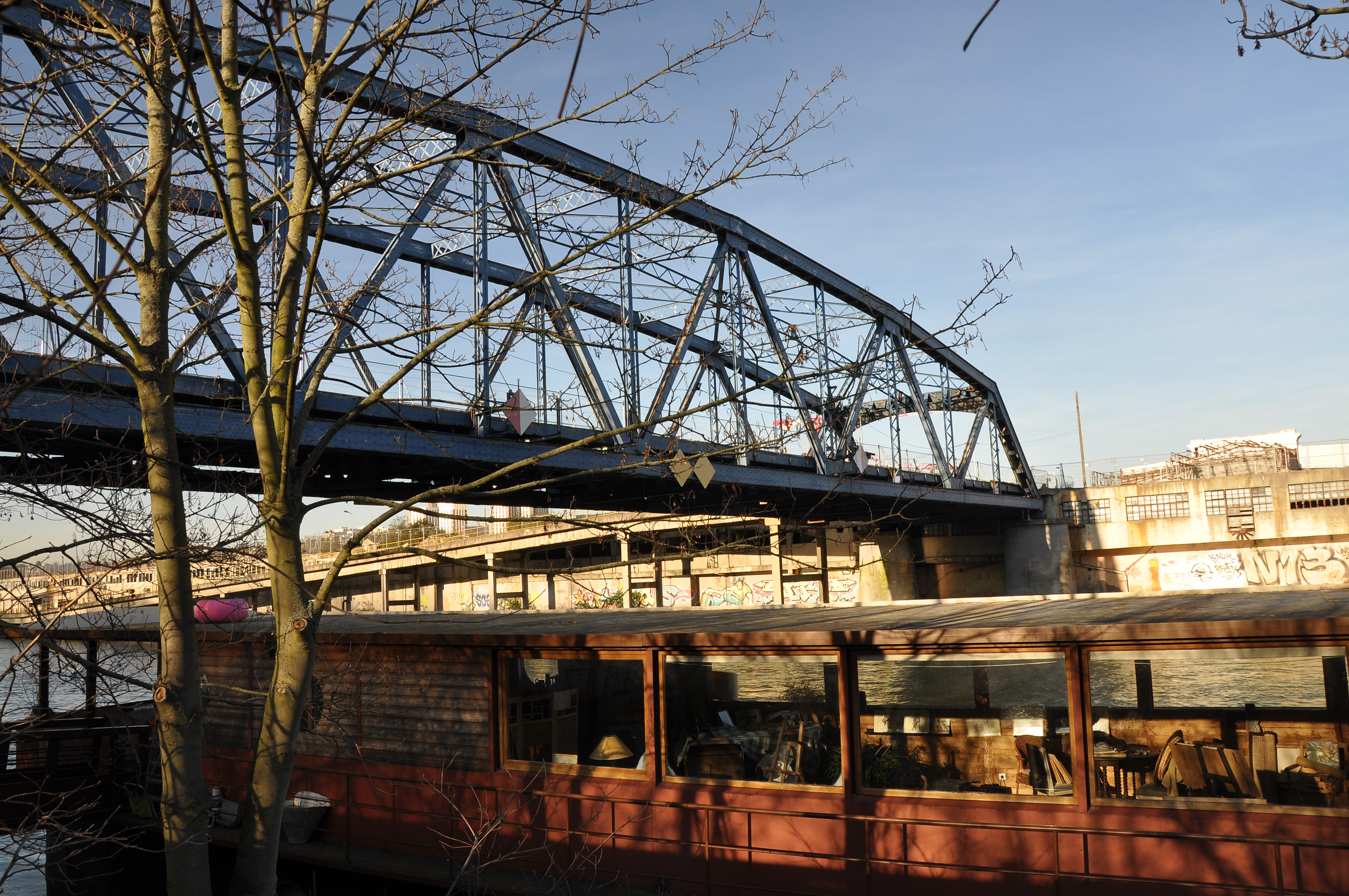
Pont vu du chemin de halage à Meudon.
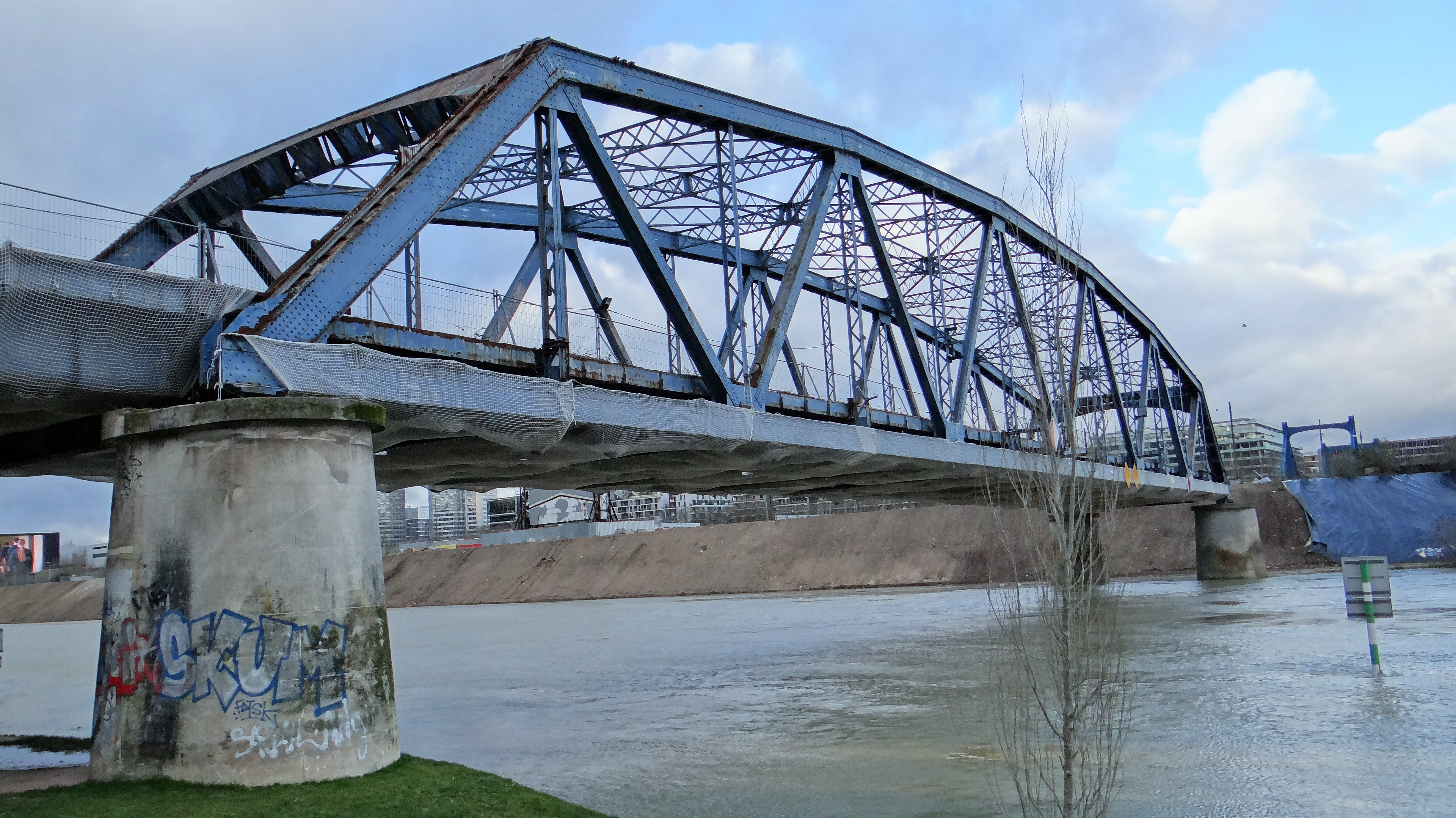
Crue de la Seine, février 2018.
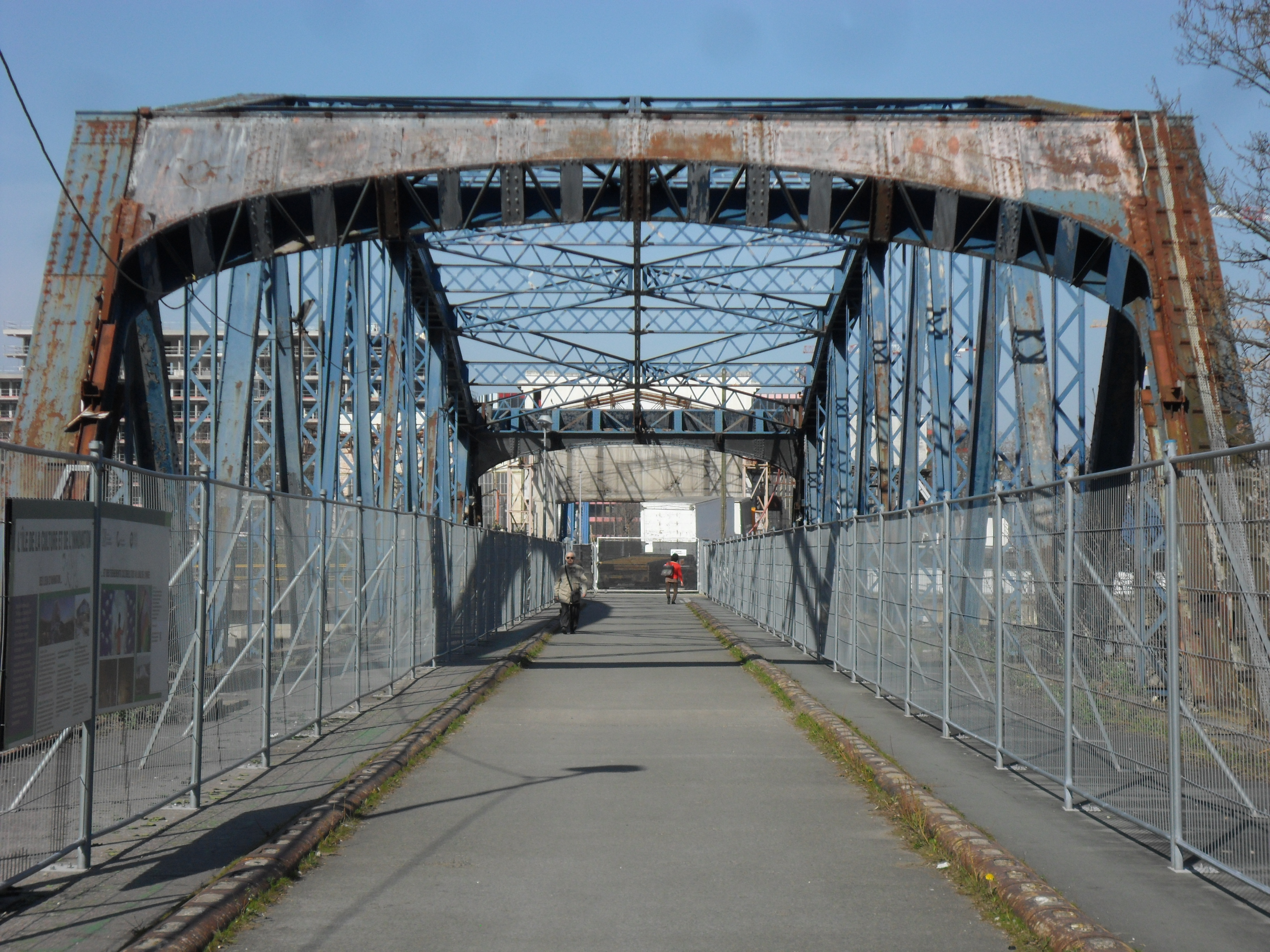
Perspective du pont Seibert construit en poutre-treillis